# Te Anaumeer
Het Te Anaumeer (Lake Te Anau) is een meer in de zuidwestelijke hoek van het Zuidereiland van Nieuw-Zeeland. Het is met 344 km², een lengte van 65 km, een diepte van 270 meter het grootste meer van het eiland en het tweede grootste meer van het land, na het Taupomeer. De naam betekent in het Maori Wervelwatergat.
Het meer ligt volledig in het Nationaal park Fiordland. Drie diepe fjorden vormen de westelijke flank van het meer: North Fiord, Middle Fiord en South Fiord. Twee grote wandelpaden vertrekken aan het meer: het Milford Track aan de noordelijke punt en het Kepler Track aan de zuidelijke punt.
Bij het meer ligt een klein plaatsje met dezelfde naam, Te Anau.